# Бабаев, Назим Тахир оглы
Назим Тахир оглы Бабаев (азерб. Nazim Tahir oğlu Babayev; род. 8 октября 1997, Баку) — азербайджанский легкоатлет, специализирующийся в тройном прыжке. Член сборной Азербайджана по лёгкой атлетике, семикратный чемпион Азербайджана, чемпион Европы в помещениях 2019, чемпион Европы среди юниоров 2015 года и чемпион Европы среди молодёжи 2017 года, призёр летних юношеских Олимпийских игр 2014 года, победитель Всемирной Летней Универсиады 2017, Европейских игр 2015 года и Исламских игр солидарности 2017 года. Представлял Азербайджан на летних Олимпийских играх 2016 года в Рио-де-Жанейро.

## Биография
Назим Бабаев родился 8 октября 1997 года в Баку. До шести лет жил с семьёй в Москве. Учился в бакинской школе № 80. Наряду с уроками Назим занимался спортом. С шести лет начал свою спортивную карьеру. По словам самого Бабаева, любовь к спорту привил ему его дед, который отводил его в школу.
Окончил Специальную атлетическую школу олимпийских резервов № 5 при Управлении образования города Баку. Первым тренером Бабаева в тройном прыжке была Олесия Хасполадова. В 2013 году Назим Бабаев выиграл Европейский юношеский олимпийский фестиваль, проходивший в городе Утрехт в Нидерландах. В 2014 году, став в Баку победителем Европейского квалификационного лицензионного турнира на II летние юношеские Олимпийские игры, Бабаев получил право выступать на этих играх. На соревнованиях в тройном прыжке в рамках юношеских Олимпийских игр в Нанкине Назим Бабаев показал результат 15,96 метра и занял 3-е место вслед за представителями Суринама и Италии.
В июне 2015 года Назим Бабаев принял участие на I Европейских играх в Баку, в рамках которых стал победителем легкоатлетического соревнования в тройном прыжке, прыгнув на 16,38 метров, на четыре сантиметра дальше Владимира Летникова из Молдавии В итоге сборная Азербайджана завершила соревнование, являвшееся также соревнованием в третьей лиге командном чемпионате Европы, на 5 месте с 387 очками.
29 июня 2015 года удостоен Почётного диплома Президента Азербайджанской Республики за заслуги в развитии спорта в Азербайджане.
В июле этого же года в городе Эскильстуна в Швеции Назим Бабаева стал чемпионом Европы среди юниоров с результатом 17,04 метров, установив тем самым новый европейский юниорский рекорд. В результате Назим Бабаев получил лицензию на летние Олимпийские игры 2016 года в Рио-де-Жанейро, где с результатом 16,38 м занял 25-е место в квалификации и не пробился в финал.
В 2016 году Бабаев стал серебряным медалистом Балканского чемпионата по легкой атлетике в помещении, прошедшего в Стамбуле. В марте этого же года на чемпионате мира по легкой атлетике в помещении в городе Портленд в США Назим Бабаев, прыгнув на 16,43 метров, занял 8-е место.
В 2017 году стал победителем чемпионата Европы по лёгкой атлетике среди молодёжи, проходившем в городе Быдгощ. В этом же году стал победителем Исламских игр солидарности в Баку и Универсиады в Тайбэе.
В 2023 году награждён медалью «Прогресс» за заслуги в развитии спорта в Азербайджане.